# Veronica colchica
Veronica colchica är en grobladsväxtart som beskrevs av K.R. Kimeridze. Veronica colchica ingår i släktet veronikor, och familjen grobladsväxter. Inga underarter finns listade i Catalogue of Life.